# Grigorij Łobow
Grigorij Piotrowicz Łobow, ros. Григорий Петрович Лобов (ur. w 1878 r. w Rosji, zm. po 1944 r.) – rosyjski wojskowy (generał major), współpracował z Niemcami podczas II wojny światowej.
Ukończył kozacką junkierską szkołę wojskową w Nowoczerkasku. Służył jako oficer w 30 pułku kawalerii Kozaków dońskich. 5 października 1910 r. awansował do stopnia podesauła. Służył następnie w 9 pułku kawalerii Kozaków dońskich. Brał udział w I wojnie światowej w szeregach 26 pułku kawalerii Kozaków dońskich. W 1918 r. wstąpił do kozackich oddziałów wojskowych białych. 1 kwietnia 1919 r. awansował na generała majora. Dowodził 1 dywizją kawalerii Kozaków dońskich, zaś od 24 października tego roku – 4 dywizją kawalerii Kozaków dońskich. Wiosną 1920 r. został przeniesiony do rezerwy Wojska Dońskiego. Latem tego roku został przewodniczącym polowego sądu wojskowego przy sztabie Korpusu Dońskiego. Po ewakuacji z Krymu do Gallipoli w listopadzie 1920 r., został nominalnym dowódcą 3 pułku kawalerii Kozaków dońskich, pełniąc tę funkcję do 1930 r. Od 1921 r. mieszkał w Płowdiwie. W okresie II wojny światowej podjął współpracę z Niemcami. Współuczestniczył w formowaniu kozackich oddziałów wojskowych w służbie armii niemieckiej. 16 września 1944 r. został aresztowany w Płowdiwie przez bułgarskich partyzantów komunistycznych i przekazany sowieckim funkcjonariuszom SMIERSZ. W październiku tego roku trafił do sztabu SMIERSZ-a przy 37 Armii w Starej Zagorze. Dalsze losy są nieznane.